# Angelica Leo
Angelica Leo (Pieve di Cadore, 22 giugno 1982) è un'attrice italiana.

## Biografia
Leo si è formata professionalmente presso la Scuola di teatro Alessandra Galante Garrone di Bologna. Ha debuttato in teatro, dove ha recitato in Sogno di una notte di mezza estate e Il giardino dei ciliegi, nonché in Revolution, Totò il buono - Un miracolo a Milano, Polvere, ovvero la storia del teatro, Muratori e The Basement.
Nel 2008 è la protagonista femminile di Come Dio comanda, film diretto da Gabriele Salvatores.
Dopo aver recitato in un episodio delle serie televisive Carabinieri 6 e R.I.S. 4 - Delitti imperfetti e nella miniserie televisiva Il commissario De Luca, nel 2010  interpreta il ruolo di Fabiana nella serie tv Boris 3.
Ha recitato nel video "La donna del Cowboy", singolo dell'album Ladro di rose (2010) della band veneta Piccola Bottega Baltazar.
Dopo un cameo in Boris - Il film, la Leo ha intrapreso nuovamente la carriera teatrale con Il senso della vita di Emma di Fausto Paravidino. Nel 2022 recita nell'ultimo episodio della serie Boris 4 e nel 2024 ritorna in TV nella serie La Storia nel ruolo di Consolata, nuovamente accanto a Jasmine Trinca dopo il film Supereroi.

## Filmografia

### Cinema
- Come Dio comanda, regia di Gabriele Salvatores (2008)
- Boris - Il film, regia di Giacomo Ciarrapico, Mattia Torre e Luca Vendruscolo (2011)
- Supereroi, regia di Paolo Genovese (2021)

### Televisione
- Carabinieri – serie TV, episodio 6x01 (2007)
- R.I.S. 4 - Delitti imperfetti - serie TV, episodi 4x05 e 4x06 (2008)
- Il commissario De Luca, regia di Antonio Frazzi – miniserie TV (2008)
- Boris – serie TV, 14 episodi (2010)[2], episodio 4x08 (2022)
- I soliti idioti – serie TV, 7 episodi (2010)
- Monterossi 2 – serie TV, 5 episodi (2023)
- La Storia – serie TV, 8 episodi (2024)

## Teatro
- Revolution, regia di F. Ianneo (2003)
- Sogno di una notte di mezza estate di William Shakespeare, regia di F. Ianneo (2005)
- Totò il buono - Un miracolo a Milano, regia di L. Salveti (2005)
- Il giardino dei ciliegi di Anton Čechov, regia di F. Bruni (2006/2008)
- Polvere, ovvero la storia del teatro, regia di D. Nicosia (2006)
- Muratori, regia di R. Maffei (2007)
- The Basement, regia di R. Maffei (2009)
- Exit, regia di Fausto Paravidino (2012)
- Il senso della vita di Emma di Fausto Paravidino (2018)